# Desastre de Torrejón
El desastre de Torrejón fue un accidente laboral catastrófico en forma de rotura de presa que tuvo lugar el 22 de octubre de 1965 en la confluencia de los ríos Tajo y Tiétar, en la provincia de Cáceres, en España. Hubo hasta setenta fallecidos y se produjeron daños millonarios.
El desastre tuvo lugar durante las obras de construcción de los embalses de Torrejón-Tajo y Torrejón-Tiétar, junto al triple límite de los términos municipales de Torrejón el Rubio, Toril y Serradilla.

## Localización
La confluencia de los ríos Tajo y Tiétar tiene lugar en lo que ahora es el parque nacional de Monfragüe, justo al sureste de Villarreal de San Carlos y al noreste del castillo de Monfragüe. Esta confluencia posee la singularidad geográfica de que los ríos se acercan entre ellos antes de confluir; las presas están construidas sobre este acercamiento, produciéndose la desembocadura unos metros más adelante tras alejarse los ríos entre sí. En este lugar, el río Tajo separa los términos de Torrejón el Rubio y Toril, en cuyo término se halla junto a las presas el despoblado de Salto de Torrejón; y el Tiétar separa los de Toril y Serradilla.

## Desarrollo del accidente
La construcción de estas presas se enmarca en el contexto histórico de la dictadura franquista, durante la cual se construyeron gran cantidad de embalses en España. En las décadas de 1950 y 1960, en la región de Extremadura tuvo lugar una construcción masiva de infraestructuras fluviales y de regadío. En el mismo río se construyeron en esta época el embalse de Alcántara y el embalse de Valdecañas. La presa de Torrejón, donde ocurrió el accidente, tenía una función hidroeléctrica, y todavía a principios del siglo XXI seguía siendo gestionada por Iberdrola, heredera de la antigua Hidroeléctrica Española. Se calcula que en aquel momento había más de cuatro mil obreros trabajando en las distintas presas que se construían en el río Tajo.
Debido a que el otoño de 1965 estaba siendo lluvioso, se decidió probar los aliviaderos llevando el embalse al límite. La rotura de presa se produjo a las 9:30 de la mañana del 22 de octubre cuando uno de los aliviaderos no resistió la presión, rompiéndose la rejilla de una de sus compuertas. Debido a ello, el agua llenó rápidamente el túnel que unía las dos presas y el lecho seco del río, matando a la mayoría de los trabajadores que se encontraban allí en ese momento. Se temieron inundaciones en todo el curso posterior del río, por lo cual la Guardia Civil tuvo que vigilar todos los puentes que había río abajo hasta Portugal.
La dictadura franquista impidió la difusión pública de información sobre la catástrofe, por lo que se desconoce el número exacto de fallecimientos. Hay distintos informes que hablan de entre treinta y setenta muertos. Todavía en pleno siglo XXI seguían apareciendo tumbas anónimas en cementerios cercanos que los familiares intentaban identificar para determinar si allí estaban los restos de un pariente desaparecido.